# Jørgen Ryg
Jørgen Ryg Christiansen (* 11. August 1927 in Kopenhagen; † 28. August 1981 ebendort) war ein dänischer Jazzmusiker (Trompete), Schauspieler und Comedian.
Ryg spielte seit seiner Tätigkeit als Soldat in Deutschland Trompete. Als professioneller Musiker arbeitete er 1949 mit Bent Schjærff und 1950–51 mit Leo Mathisen. Dann wendete er sich dem Modern Jazz zu. Mitte der 1950er Jahre hatte er sein eigenes Quartett mit Atli Bjørn, Erik Moseholm, Jørgen Lausen und William Schiøpffe, in dem er sich als ein wahrhaft lyrisch begabter Trompeter erwies und mit dem er 1956 ein Hardbop-Album bei EmArcy veröffentlichte. Im selben Jahr erschienen Aufnahmen mit Bjørn und Max Brüel bzw. Rolf Billberg als The Cool Scandinavians bei Sonet Records.
In den frühen 1960er Jahren beschäftigte er sich mit dem Theater auf und arbeitete als Regisseur und Schauspieler auf der dänischen Schulbühne. Er trat auch in einigen Revuen und Spielfilmen auf, um schließlich einer der beliebtesten Revue-Comedians Dänemarks zu werden. Sein musikalisches Schaffen wurde 1996 wiederveröffentlicht auf der Doppel-CD Jørgen Ryg Collection 1954–59 (Music Mecca).